# クラッシュ・オブ・クラン
クラッシュ・オブ・クラン（Clash of Clans）は、フィンランドのSupercellが開発・運営するモバイルストラテジーゲームである。2012年8月2日にiOS版がApp Storeで、2013年10月8日にAndroid版がGoogle Playでリリースされた。

## 概要
ゲームはファンタジー世界をテーマにしていて、プレイヤーは村のチーフになる。主にゲーム内資源を使い自分の村を成長させ、対戦結果によって変動するトロフィーを収集することが目的となる。主な資源は「ゴールド」「エリクサー」「ダークエリクサー」である。「クラン」と呼ばれるコミュニティを作ると、クラン内での会話や、クラン同士の対戦をすることもできる。
また、クラッシュ・オブ・クランは多くの海外サイトから良い評判を得ている。また、後に本作のキャラクターがモチーフとなったクラッシュ・ロワイヤルが発表され、キャラクター、魔法、世界観が踏襲されている。

## ゲームの特色
- キャラクター（ユニット）は出撃位置を配置するのみで操作はできない。配置された場所から、最寄りの目標に向かって出撃する。目標が破壊された時点で、次の最寄りの目標に向かって移動する。
- 陸上ユニットについて壁以外のオブジェクトは、全てその近傍を通り抜けることが可能である。飛行ユニットの移動は何によっても制限されない。
- 完全オンライン専用ゲームであるため、使用端末の電波が途切れたり、Wi-Fiへの切り替え等が発生した時点でログアウトされる。後述のシングルモードも同様である。
- 建物の建築や、建物・キャラクター等の育成に数日単位のリードタイムが発生し、最大レベル付近だと17日間程度となる。
- ゲーム内課金要素があるが、上記の日数短縮と、村やヒーローの外観変更が主となり、ゲーム難易度がほぼ変化しない。[4]
- ガイド役のキャラクターは文字で会話しているが、メインとなるキャラクターは叫んだりするのみで言語を発しない。公式で制作されているアニメーションでも同様。
- 多国籍に展開しているゲームだが、言語間での互換や共通アイコン等はほとんどない。

## ゲームプレイ
各プレイヤーには決まった面積の土地が与えられ、その中で整地や建築、増築を繰り返して村を発展させていく。
発展には資源が必要であり、村の中で採掘をするか、訓練したユニットで他プレイヤーの村に攻め込みんで強奪することで獲得する。また、戦果や課金アイテムによっても資源を獲得することができる。
対戦の成績によってトロフィーが増減し、獲得したトロフィー数によってランキングが発表されている。
また、運営側によって用意されたマップを順次攻略していくシングルモードもある。

### 建物の種類
主に軍事関連、資源、防衛施設、トラップ、装飾品に分類される。
–軍事施設
ユニット、呪文、突破兵器、の生産をする。ヒーローと呼ばれる防衛面でも攻撃面でも使える大型ユニットもある。（タウンホール7から使用可能）
-資源
ゴールド、エリクサー、ダークエリクサーを生産・貯蔵する。
-防衛施設
敵プレイヤーからの攻撃に対して防御をする。風圧により空中ユニットの動きを妨害する施設もある。敵ユニットを攻撃する建物と、陸上の侵入を阻む壁からなる。
-トラップ
敵ユニットに対して様々な効果を発揮する。基本的には設置しても作動するまで画面上には見えないが、一部のトラップは作動前の状態でも画面上に表示されるものもある。
-装飾品
防衛や資源には全く関係なく、村の景観を彩るためのもの。

### ユニットと呪文
他プレイヤーの村に攻め込む際に使用する。アーミーキャンプと呪文工場の容量によって1度の攻撃に使用できる最大数が決まり、それ以下で自由に編成することができる。
また、ユニットと呪文は研究施設にてアップグレードすることができる。アーミーキャンプのユニットは防衛に使用することはできない。防衛にはクランの城と呼ばれる施設に入っているユニットのみが使用できる。基本的にはクランのメンバーから寄付してもらうことでクランの城にユニットを入れることができる。

### クランとクラン対戦
プレイヤーが開設することができ、最大で50名まで参加できる。このゲームでは、チャットはクラン内のみに限定されている。
クランではユニットや呪文の寄付を行うことができ、防衛で使用したり、攻撃時に援軍として呼び出すことができる。
また、クラン同士の対戦では通常の村とは別に配置設計した村を用いて、メンバー同士で成績の合計を競う。24時間の準備日と、24時間の戦闘日がある。
-クランゲーム
2017年12月に実装された。ランダムなミッションを実施して、クラン全体でのポイント合計によって報酬が獲得できる。
-クランリーグ
8つのクランを1つのリーグとして総当たり戦を行う。通常クラン対戦は戦闘日の前に準備日があるが、リーグでは戦闘日と次戦の準備日が平行して経過していく。リーグ期間終了後に、成績に応じてリーグメダルが獲得できる。リーグメダルを使うとブーストポーションやアップグレードを瞬時に完了させるハンマー、ヒーローのスーパーレア装備やスキンなどを購入できる。また資源や村の装飾品なども購入できる。

### 大工の拠点（ビルダーベース）
2017年5月22日のアップデートで追加された。通常の村とは資源やレベルが切り離された別の村で育成する。
通常村と建物やユニットは似ているが、異なる性質を持つものが多い。
ビルダーベースでの対戦はバーサス戦と呼ばれ、バトルを開始するとマッチングが発生し、お互いの村をリアルタイムで同時に攻め合ってその成績を競う。
通常の村は2021年にもLv上限が引き上げられる等のアップデートが続いているが、大工の拠点はほぼアップデートが無い状態が続いていたが、2023年5月15日のアップデートで従来の対戦システムが大幅に変更された。
新システムではビルダーホール6以上になると2つ目のステージが解放され、破壊率が最大200%となり星が最大6つになった。リアルタイムでの1対1の対戦は廃止され、自身が攻撃を仕掛ければ、仕掛けた回数だけ自身の村が他プレイヤーから襲撃される形となり、トロフィーシステムや報酬システムも従来の形から変更された。

### クランの都
2022年5月2日に追加された、クラン全体で育てる村。(タウンホール6から) 自分の村、大工の拠点と違う建物、ユニットが多い。クランの都での対戦は、週末合戦と呼ばれ金曜日から月曜日に開催され、一方的に攻撃できる。合戦が終わった時に貰えるメダルではクランの城の援軍や自分の村、大工の拠点の資源·魔法アイテムや、ヒーロー装備の育成に必要な鉱石を買うことができる。

## これまでの主なアップデート

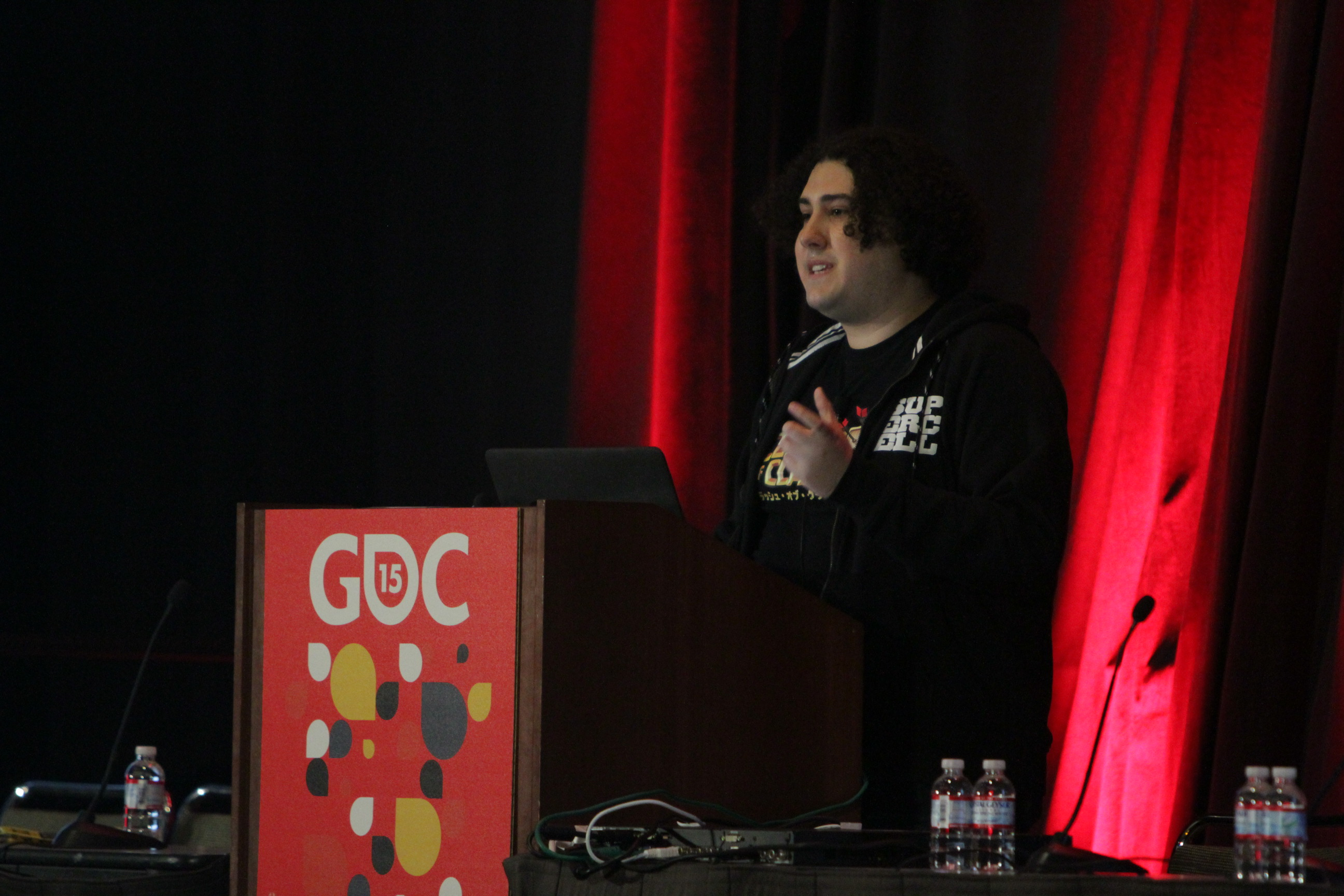
クラッシュ・オブ・クランチームのコーダーの1人であるジョナス・コラロスは、イベントでゲームのデザインについて語ります。

クラッシュ・オブ・クランはザック・フェリーによって作成され、ヘイ・デイのような他の人気モバイルゲームの背後にあるスーパーセルによって開発されました。このゲームは2012年8月2日にiOSプラットフォーム向けにリリースされました  。 そして2013年10月7日にAndroid用Google Playでリリース。

## マーケティング
ゲームは大幅に宣伝されています。 2015年2月、スーパーセルは、テイクンから彼のキャラクターをパロディするリアム・ニーソンをフィーチャーしたクラッシュ・オブ・クランスーパーボウルXLIXコマーシャルをリリースしました。 2月2日、ビジネスインサイダーは、この広告を5番目に視聴されたスーパーボウル広告として報告したが、2月6日、VentureBeatは、この広告がスーパーボウルに登場した広告の中で最も視聴されたと報告した。YouTubeユーザーは後に、日産の「With Dad」広告に次ぐ2番目に優れたスーパーボウル広告に投票しました。
2015年9月23日、台湾の歌手JJリンとジミー・リンは、北京語で歌われたゲームのテーマソング「全面开战」（英語で「戦争を完全に開始」）をリリースしました。

## 批判的なリセプション
クラッシュ・オブ・クランは一般的に肯定的な評価を受けています。iOSバージョンは、Metacriticで100点中74点、GameRankingsで80点の集計スコアを保持しています。
ゲームゼボのレイフ・ジョンソンは感銘を受け、5点満点中4.5点を記録した。彼は、プレイヤーが宝石を購入することを奨励するためにゲームプレイが大きく歪んでいると感じたが、彼はシングルプレイヤーキャンペーンの追加を賞賛した。彼は「クラッシュ・オブ・クランは単純なゲームだが、それは弱点というよりは強みだ」と結論づけた。アイドル状態の瞬間にiPhoneで迅速で痛みのない試合を提供するのに十分簡単で、他のプレイヤーと無限にやりがいのあるものにするために、バトルモードで選択できる十分な異なるユニットがあります。何よりも、NPCゴブリンと戦うオプションは、ほぼ完全にプレイヤー対プレイヤーの戦闘に依存する同様の戦略ゲームよりもクラッシュ・オブ・クランに小さな優位性を与えます。」
ポケットゲーマーのピーター・ウィリントンも同様に感銘を受け、10点満点中9点を獲得し、「金賞」を与えました。iOSデバイス向けにリリースされてから数ヶ月後にゲームを見直して、ウィリントンはプレイするために本当の戦略を必要とするとゲームを称賛した。彼は、ゲームプレイは「ますます洗練されたユニットを必要とし、戦略を立て、キャンプ内で構築することに集中すべき要素について本当に考えるように求める」という進行に基づいて構築されたと書いています。彼は、「クラッシュ・オブ・クランは、フリーミアムまたはその他の素晴らしいゲームであり、ほとんどの人が信用するよりも多くのニュアンスがある」と結論付けました。だからこそ、それは発売以来、時間の試練に合格し、まだ無敵になることを期待して精巧な要塞を献身的に建設する活発なコミュニティを持っています。」
148Appのロブ・リッチは、ゲームを5点中3.5点と評価し、「シングルプレイヤー体験を敬遠しないだけでなく、最近では非常にまれな組み合わせである正直な直接の相互作用を提供するオンラインフリーミアムゲームをプレイするのは素晴らしいことです。それはおそらくそこにいる嫌いな人の心を温めることはありませんが、ジャンルのファンに、彼らが慣れているよりも少し多くのアクションと戦略を持つ何かを与えます。」 トムズガイドはプレイヤーのインタラクションを楽しんだ。
モドジョのジョン・ベッドフォードはあまり感銘を受け、5点中3点を記録した。彼は一般的にフリーミアムゲームに批判的であり、「目新しさは、貪欲なゲームのこの特定のスタイルをすり減らしただけでなく、それは縮み、自己嫌悪の無限に密な特異点に凝縮した」と書いた。ゲーム自体について、彼は「これは、ゲームプレイのほんの少し厚いスライスと引き換えに、私たちの財布に熱狂的な要求をした少なからずのタイトルの足跡をたどるゲームです。これらのマイクロマネジメントタイトルに終わりのない欲求がある可能性があります。その場合、スーパーセルの最新ゲームに心から夢中になることをお勧めします。クラッシュ・オブ・クランは、その有能だが例外的な帝国のゲームプレイに付随する新しいものをもたらしますが、私たちのほとんどにとって、それは少なすぎる、遅すぎるケースになるでしょう。」